# Laser de nitrogênio
Um laser de nitrogênio é um laser de gás que opera na faixa do ultravioleta (tipicamente 337,1 nm) usando nitrogênio molecular como seu meio de ganho, com bombeamento laser por uma descarga elétrica.
A eficiência radiante do laser de nitrogênio é baixa, tipicamente 0,1% ou menos, embora lasers de nitrogênio com uma eficiência de até 3% tem sido relatados na literatura. A eficiência radiante é o produto das três eficiências seguintes:
- elétrico: laser TEA[3]
- meio de ganho: Este é o mesmo para todos os lasers de nitrogênio e, portanto, tem de ser pelo menos 3%
  - a inversão por impacto de elétrons é de 10 para 1 devido ao princípio de Franck-Condon
  - a energia perdida no nível de laser mais baixo: 40%
- óptico: mais emissão induzida que emissão espontânea